# Sotiris Mustakas
Sotiris Mustakas (gr.: Σωτήρης Μουστάκας; ur. 17 września 1940 w Limassol, zm. 4 czerwca 2007 w Atenach) – urodzony na Cyprze aktor komediowy, występujący wielu produkcjach teatralnych, filmowych i telewizyjnych.

## Życiorys
Pochodził z wioski Kato Platres, w dystrykcie Limassol. Był najmłodszym z rodzeństwa w wielodzietnej rodzinie. Jego talent aktorski ujawnił się wcześnie, brał udział w przedstawieniach szkolnych, które często sam organizował.
Znajomość z greckim aktorem Nikosem Stawridisem (1910-1987) była bardzo ważna dla jego kariery. Mustakas widział Stawridisa występującego w Limassol. Po zakończonym występie spotkał się z nim i powiedział, że chce zostać aktorem. Stawridis zachęcił go do spotkania w Atenach, gdzie pracował. W latach szkolnych 1955-1959 należał do Narodowej Organizacji Cypryjskich Bojowników, która walczyła z dominacją angielską oraz o wcielenie Cypru do Grecji. Roznosił ulotki i pisał narodowowyzwoleńcze hasła na murach. Został aresztowany i uwięziony na siedem miesięcy. Po wyjściu na wolność był kontrolowany przez policję, dlatego gdy ukończył Trade Academy w Limassol w 1958, z fałszywym paszportem wyjechał do Aten, aby zostać aktorem.
Przygotowując się do egzaminów do szkoły teatralnej, pracował jako kelner. Za pierwszym razem nie dostał się, ale po kolejnych próbach w końcu osiągnął wymarzony cel i tak zaczęła się jego kariera. Jako student zagrał niewielką rolę w przedstawieniu Χαραυγή (1961), jednak jego prawdziwym debiutem był występ w spektaklu Wasilisa Andreopulosa Μια πόρτα δραχμές πεντακόσιες u boku Kostasa Rigopulosa.
Przez wiele lat pracował w Greckim Teatrze Narodowym. Był cenionym aktorem, szczególnie w rolach komediowych. Występował m.in. w sztukach Arystofanesa, Moliera, brał też udział w przeglądach teatralnych. Karierę w filmie rozpoczął w 1964. Pierwszym jego filmem był, nagrodzony Oscarem, Grek Zorba, w reżyserii Michalisa Kakojanisa, w którym główną rolę powierzono Anthony’emu Quinnowi.
Sotiris Mustakas zawsze związany był z miejscem urodzenia, z Cyprem. Występy teatru THOC - Cyprus Theatre Organisation w Epidauros, możliwe były dzięki jego wsparciu. W ciągu ponad 40 lat pracy aktorskiej wystąpił w ponad 70 produkcjach filmowych i telewizyjnych. Był wielokrotnie nagradzany, m.in. otrzymał: Kotopouli Prize, nagrodę Playwrights’ Company oraz Karolos Koun Prize za Performance in Greek Play.

## Życie prywatne
W Atenach poznał swoją przyszłą żonę, również aktorkę, Marię Bonelu. Mieli córkę, Aleksandrę, która również została aktorką. Sotiris i jego córka pracowali razem w spektaklu A mismatched couple.

## Filmografia
- 1964: Grek Zorba
- 1965: To Prosopo tis imeras
- 1965: Beethoven kai Buzuki
- 1966: Na Zi Kanis i na mi zi?
- 1966: Fifis o Aktipitos
- 1966: Fos... Nero... Tilefono... ikopeda me Dosis
- 1966: Une balle au coeur
- 1967: Kalos Ilte to Dolario
- 1967: Adiki katara
- 1967: Erotes sti Leswo
- 1967: Ja tin Kardia tis Oreas Elenis
- 1967: I kori tis Pentajotisas
- 1967: Kolonaki Diagoji Miden
- 1967: O Chazombambas
- 1967: O Kosmos Trelatikie...
- 1967: O modistros
- 1968: I Mnistires tis Pinelopis
- 1968: O peteropliktos
- 1968: O Tsachpinis
- 1968: Ta psichula tu kosmu
- 1968: Ta ta Kapso ta Lefta mu
- 1968: Atina, i klopi tis odu Stadiu
- 1969: Fowate o Janis to Terio...
- 1969: I omorfi ke o dzanabetis
- 1969: Peteno kate ksimeroma
- 1969: Ksypna, koroido...
- 1969: I oraia tu kurea
- 1970: Anastenazun i Penies
- 1970: Ena astio koritsi
- 1970: I tichi mu trelatikie...
- 1970: O Achairewtos
- 1970: To Pedi tis Mamas
- 1971: Ja mia Chufta Turistries
- 1971: I Andres Kserun na Ajapun
- 1971: Tymios enandion Tsitsu
- 1971: Archipseftaros
- 1974: Enas Nomotajis Politis
- 1979: Jinekies sta Opla
- 1980: Jewsi apo Elada!
- 1980: Katenas me tin Trela tu...
- 1980: O partenokynigos
- 1981: I 'nona
- 1981: To megalo rutuni
- 1982: Ego kie to Puli mu
- 1982: O kamikazi tsandakias
- 1982: Pater Gomenios
- 1983: To Pezo... kie Poli Andras!
- 1983: To psonio
- 1984: An itan to wioli puli...
- 1984: Mitsos... o rezilis
- 1985: O dynastias
- 1985: O roz gatos
- 1985: Skotoste... tis gynaikes mu parakalo
- 1985: Ta tuwla
- 1986: Merikes ton protimun... ilektroniko
- 1986: O thyroros tis nystas
- 1987: Ela Mimi ston topo su
- 1987: Erastis apo to Psijio
- 1987: Kureion... Periklis, o trihas
- 1987: O anoihtomatis
- 1987: O kyrios limenarhis
- 1987: O tsitsiolinos
- 1987: Pandrewun ton Andrea!
- 1988: Apisties me... syntagi jatru
- 1988: Boro kai me ti jaja mu
- 1988: Engefalos me wida... kai walwida!!!
- 1988: Erastis ja 11 nyhtes
- 1988: Erastis ja klamata
- 1988: Korioi kai ATA... kai dyo awga melata!
- 1988: Listes & asfalistes
- 1988: Min to paizeis ypurge!
- 1988: O erotohtypimenos
- 1988: Ole ole, geia su Ellada kurele
- 1988: O magos tu seks
- 1988: O petheropliktos
- 1988: Tolmi kai afassia
- 1988: Diarriktis me to zori
- 1988: Andrea... prohora!
- 1988: Enas trelos tha mas sosei
- 1988: Wary-glykos... kai meraklis
- 1989: Enas batsos ston... Paradeiso
- 1989: Kapetan Furtunas
- 1989: Mia trelli, trelli nyhta
- 1989: O dzogadoros
- 1989: Peinasmenos kai dzentleman
- 1989: Tha to pareis to koritsi?
- 1990: O alepus
- 1990: O ypiretis
- 1992: Aspra mura mawra mura mana an arghsw fae
- 1992: Oi aparadektoi
- 1993: Pitses ble
- 1996: Kawafis
- 1999: Mila mu kai mandarinia
- 2000: Armege lagus kai kurewe helones
- 2000: Me ti ginaika tu filu mu
- 2000: Petsi kai... Kokkali
- 2000: I Salome filuse Yperoha
- 2000: Murlenium
- 2001: Ta haidemena paidia
- 2001: Ti wraki tha paradoseis mori?
- 2001: Nanurisma
- 2003: Emeis ksasan autoi masan
- 2003: Kotes
- 2003: O haros vgike pagania
- 2004: I farma ton trelon
- 2005: Kai fagane autoi kala kai emeis heirotera
- 2006: To kokkino domatio
- 2007: El Greco